# 1558 Ярнефельт
1558 Ярнефельт (1558 Jarnefelt) — астероїд головного поясу, відкритий 20 січня 1942 року.
Тіссеранів параметр щодо Юпітера — 3,162.